# بلئومایسین
بلئومایسین (انگلیسی: Bleomycin) در درمان سرطان‌ کاربرد دارد بالاخص در درمان سلول‌های سنگ‌فرشی سر و گردن، گلو، گردن رحم، پوست، کلیه‌، واژن و بیضه‌ بکار برده می‌شودتزریق بلئومایسین به صورت محلول برای درمان میخچه های سفت که تحت درمان جراحی قرار گرفته اند هم استفاده می شود.این دارو همچنین ممکن‌است در افوزیون‌های بدخیم پریتونال و پلورال و در درمان لنفوم هوچکینی و غیرهوچکینی مؤثر باشد.
بلئومایسین یک آنتی‌بیوتیک است که اثر خود را هم بر روی سلول‌های‌ قابل تقسیم و هم سلول‌هایی که در حال رشد نیستند می‌گذارد. از عوارض این دارو میتوان به ایجاد تب غیر میکروبی غیرمیزبانی اشاره نمود و مکانیسم احتمالی آن‌تداخل در فاز G۲ تقسیم سلولی و جلوگیری از رشد سلول سرطانی است.